# Einar Pontán
Johan Frans Einar Pontán, född 11 januari 1884 i Helsingfors, död 23 februari 1960 i Helsingfors, var en finlandssvensk pedagog, lärare i de klassiska språken och svenskhetsman.
Einar Pontán var son till sjökapten Johan Adolf Pontán och Onni Viktoria Snellman, och bror till Ebba Munsterhjelm. Einar Pontán blev student 1901. Efter påbörjade studier blev han fil.kand. 1906 vid Kejserliga Alexanders-universitetet. Sin livsgärning gjorde han främst som lärare i de klassiska språken grekiska och latin vid flera Helsingforsskolor, förnämligast vid Svenska normallyceum där han var lärare 1914–1951.
Pontán tillhörde styrelsen av Svenska folkskolans vänner 1910–1958 och fungerade som föreningens sekreterare 1919–1925 och som dess ordförande 1954–1958. Han var också en av föreningens hävdatecknare i det att han utarbetade verket Svenska folkskolans vänners 75-års historik (1957) samt bibliografin Svenska folkskolans vänners publikationer 1882–1957 (1959).
Under åren kring Finlands självständighet, 1917–1918, var Pontán engagerad i kretsen kring Östsvensk Tidskrift. Tidskriften förfäktade idén om östsvenskhet och till Pontáns meningsfränder i kretsen tillhörde bland andra Hugo Ekhammar, Bertel Appelberg, Arvid Mörne och K. Rob. V. Wikman.
Till Pontáns bidrag inom finländsk kulturliv hörde idén om Finlands Rominstitut, till vilken tanke han gav impulsen under klassikerdagarna i Ständerhuset 1938. Som ett resultat av Pontáns framförda idé donerade affärsmannen Amos Anderson en miljon mark för grundandet av en stiftelse som skulle förverkliga idén. Institutets latinska namn Institutum Romanum Finlandiae härrör från Pontáns penna och han kom även att tillhöra stiftelsens styrelse 1938–1960.